# Бобровка (Шарлыкский район)
Бобровка — поселок в Шарлыкском районе Оренбургской области в составе Преображенского сельсовета. 

## География
Находится на расстоянии примерно 25 километров по прямой на восток-юго-восток от районного центра села  Шарлык.

## Население
Население составляло 149 человека в 2002 году (чуваши 54%),  112 по переписи 2010 года.